# Jean Vassal
Jean Vassal est un homme politique français, né le 1er novembre 1870 à Saint-Médard dans le Lot et décédé le 23 mai 1953.

## Biographie
Inspecteur à la Compagnie des chemins de fer du Nord, Jean Vassal s'installe à Crépy-en-Valois dans l'Oise et s'engage rapidement dans la vie politique locale.
Conseiller municipal en 1902, puis maire de Crépy-en-Valois en 1919, il est élu conseiller général SFIO en 1926 pour le canton de Crépy-en-Valois, puis député de l'Oise de 1928 à 1942.
Son activité parlementaire a essentiellement été consacrée à des dossiers très pratiques, notamment en faveur des anciens combattants de la Première Guerre mondiale (lui-même avait combattu et était actif dans l'association des anciens poilus d'Orient), ou encore pour des problèmes intéressant directement sa circonscription.
Il est absent lors du vote des pleins pouvoirs au maréchal Pétain le 10 juillet 1940.
Il décède le 27 mai 1953 à Crépy-en-Valois.

## Distinctions, récompenses et hommages

### Décorations
- Officier de la Légion d'honneur
- Croix de guerre 1914–1918
- Officier de l'ordre de la Couronne de Roumanie
- Chevalier de l'ordre du mérite de Grèce (en)

### Hommages
En septembre 2018, à l'orée du centenaire de la naissance de Jean Vassal, une exposition d'archives publiques et de documents privés lui est consacrée ainsi qu'à son prédécesseur à la mairie de Crépy-en-Valois, Gustave Chopinet, au musée de l'archerie et du Valois.